# ビルバオ・ビスカヤ・アルヘンタリア銀行
ビルバオ・ビスカヤ・アルヘンタリア銀行（ビルバオ・ビスカヤ・アルヘンタリアぎんこう、西: Banco Bilbao Vizcaya Argentaria S.A.）は、スペイン・バスク自治州・ビルバオに本社を持つ銀行グループ。通称はBBVA(ベベウベア)。スペインとラテンアメリカ諸国、北アメリカ、トルコ、ルーマニアにも拠点を持つ。マドリード証券取引所、ニューヨーク証券取引所上場企業（BMAD: BBVA、NYSE: BBVA）。

## 沿革
1857年に前身であるビルバオ銀行が設立される。1901年にはビスカヤ銀行が設立。1988年に両行が合併してビルバオ・ビスカヤ銀行となる。アルヘンタリア銀行は1991年に誕生した公的銀行で、1993年に民営化、1998年には公的な金融機関（スペイン外国銀行、郵便貯蓄銀行、スペイン抵当銀行、地域信用銀行、農業信用銀行）を吸収合併した。1999年にビルバオ・ビスカヤ銀行とアルヘンタリア銀行が合併し、ビルバオ・ビスカヤ・アルヘンタリア銀行が誕生。スペインにおいてサンタンデール銀行に次ぐ2番目の規模を持つ銀行となった。
2007年、アメリカ・アラバマ州に拠点を持つCompass Bancsharesを買収し「BBVA コンパス」の名称でリブランド化、同社の買収によりBBVAは、アメリカ南部で多くの資産を保有する大手銀行グループとしての性格が加わった。同業他社に先んじて先端技術を導入する観点から、マドリードに加えアラバマ州やテキサス州に研究所を設置した。また近年スタートアップ企業の買収が続き、2014年2月、アメリカ合衆国・オレゴン州に拠点を持つ決済サービス企業Simpleを買収、2016年3月、フィンランドのフィンテック開発企業であるHolviの買収に続き、12月にはメキシコのフィンテック開発企業のOpenpayを買収した。2020年11月、PNCフィナンシャル・サービシズ・グループへのアメリカ事業売却を発表した。

## スポンサー
2008-09シーズンから2015-16シーズンまで、サッカーのラ・リーガの冠スポンサーとなっていた。また、NBAの公式スポンサーにもなっている。

## 日本におけるBBVA
日本においてビルバオ・ビスカヤ・アルヘンタリア銀行は東京都中央区八重洲に東京支店を置き 、営業活動を行っている。登記上の名称は「バンコ・ビルバオ・ビスカヤ・アルヘンタリヤ・エス・エイ」となっている。

2005年3月9日に監督庁たる金融庁より銀行免許の発行を受け、同年5月全国銀行協会の理事会で準会員として加盟が認められ、同年6月1日より融資業務の営業を行っている。開業当時の東京支店所在地は千代田区内幸町二丁目2番2号 富国生命ビル12階。その後同ビル17階を経て2024年に東京都中央区八重洲のYANMAR TOKYOに移転した。